# Его прощальный поклон (рассказ)
«Его прощальный поклон» (англ. His Last Bow) — один из рассказов английского писателя Артура Конана Дойля о знаменитом сыщике Шерлоке Холмсе. Входит в одноимённый сборник «Его прощальный поклон»  (Сборник  составлен  самим автором).
Опубликован в 1917 году, в журнале «Strand Magazine».
Последний рассказ о Холмсе по времени действия (но не публикации — последние рассказы о Холмсе в сборнике «Архив Шерлока Холмса» были опубликованы в 1921 — 1927).
Один из двух рассказов о Холмсе (второй — «Камень Мазарини»), где повествование ведётся от третьего лица.

## Сюжет
Второе августа 1914 года, несколько дней назад началась Первая мировая война, в которую скоро вступит и Великобритания. В своём доме, на побережье Англии один из лучших германских шпионов фон Борк принимает барона фон Херлинга, первого секретаря посольства Германской империи в Великобритании. Во время беседы, в которой обсуждаются перспективы будущей войны, фон Борк с гордостью демонстрирует фон Херлингу сейф, набитый секретными документами о британских армии и флоте. Одним из лучших агентов, который добыл наибольшую часть этих бесценных бумаг, является, по словам фон Борка, некий Олтемонт. Это американец ирландского происхождения, ненавидящий Англию и поэтому помогающий немецкому шпиону.
Через некоторое время после отъезда фон Херлинга к фон Борку прибывает Олтемонт на автомобиле, в качестве шофера — некий «плотный пожилой мужчина с седыми усами». Олтемонт обсуждает с фон Борком свою дальнейшую судьбу, так как опасается того, что фон Борк специально выдаёт своих агентов. Фон Борк успокаивает Олтемонта и предлагает ему немедленно отплыть в Нью-Йорк транзитом через Нидерланды. Фон Борк требует отдать привезённые секретные документы, но Олтемонт взамен требует причитающиеся за документы 500 фунтов стерлингов. Когда же фон Борк разворачивает пакет с «секретными документами», в нём оказывается «Практическое руководство по разведению пчёл, а также некоторые наблюдения над отделением пчелиной матки» (англ.: "The Practical Handbook of Bee Culture with Some Observations upon the Segregation of the Queen"), а германского шпиона немедля хватают и усыпляют с помощью хлороформа «Олтемонт» и его «шофёр», которые оказываются Шерлоком Холмсом и доктором Ватсоном соответственно.
Несколько лет назад Холмс, по личной просьбе премьер-министра Великобритании, решил внедриться в шпионскую сеть фон Борка. Изображая американского ирландца, ненавидящего Англию, Холмс сумел завоевать доверие фон Борка и стал снабжать его искусной дезинформацией. В самый канун войны британское правительство решило арестовать фон Борка, что и осуществил Холмс, воспользовавшись помощью своего верного друга, доктора Ватсона.

## Переводы на русский язык
В 1917 году опубликован перевод, который представляет в настоящее время преимущественно исторический интерес.
В 1983 году опубликован перевод Н. Дехтеревой. Этот перевод обычно включают в современные издания сборников рассказов и повестей о Шерлоке Холмсе.

## Экранизации
- Рассказ «Его прощальный поклон» был использован в сюжетной линии фильма «Двадцатый век начинается» с Василием Ливановым и Виталием Соломиным в главных ролях.